# Partecipanti al Gran Premio Miguel Indurain 2023
Elenco dei partecipanti al Gran Premio Miguel Indurain 2023.
Il Gran Premio Miguel Indurain 2023 è stata la sessantaseiesima edizione della corsa. Alla competizione presero parte ventuno squadre: dieci iscritte all'UCI World Tour 2023, dieci dell'UCI ProTeam ed una dell'UCI Continental Team.
Partenza con 140 ciclisti accreditati.

## Corridori per squadra
| Team Arkéa-Samsic        | Team Arkéa-Samsic        | Team Arkéa-Samsic        | AG2R Citroën Team   | AG2R Citroën Team      | AG2R Citroën Team   | Astana Qazaqstan Team  | Astana Qazaqstan Team    | Astana Qazaqstan Team  |
| ------------------------ | ------------------------ | ------------------------ | ------------------- | ---------------------- | ------------------- | ---------------------- | ------------------------ | ---------------------- |
| N°                       | Ciclista                 | Clas.                    | N°                  | Ciclista               | Clas.               | N°                     | Ciclista                 | Clas.                  |
| 1                        | Thibault Guernalec       | R                        | 11                  | Alex Baudin            | 83°                 | 21                     | Luis León Sánchez        | 22°                    |
| 2                        | Clément Champoussin      | 16°                      | 12                  | Felix Gall             | 9°                  | 22                     | Fabio Felline            | 59°                    |
| 3                        | Michel Ries              | 60°                      | 13                  | Jaakko Hänninen        | 72°                 | 23                     | Daniil Pronskij          | R                      |
| 4                        | Élie Gesbert             | 8°                       | 15                  | Valentin Paret-Peintre | R                   | 24                     | Jurij Natarov            | R                      |
| 5                        | Simon Guglielmi          | 23°                      | 16                  | Nicolas Prodhomme      | 73°                 | 25                     | Javier Romo              | 71°                    |
| 6                        | Cristián Rodríguez       | 51°                      | 17                  | Andrea Vendrame        | 38°                 | 26                     | Christian Scaroni        | 10°                    |
| 7                        | Alessandro Verre         | R                        |                     |                        |                     | 27                     | Andrej Zejc              | 88°                    |
| Bora-Hansgrohe           | Bora-Hansgrohe           | Bora-Hansgrohe           | Cofidis             | Cofidis                | Cofidis             | EF Education-EasyPost  | EF Education-EasyPost    | EF Education-EasyPost  |
| N°                       | Ciclista                 | Clas.                    | N°                  | Ciclista               | Clas.               | N°                     | Ciclista                 | Clas.                  |
| 31                       | Emanuel Buchmann         | 30°                      | 41                  | Harrison Wood          | R                   | 51                     | Andrey Amador            | R                      |
| 32                       | Florian Lipowitz         | 64°                      | 43                  | Simon Geschke          | R                   | 52                     | Jonathan Caicedo         | 57°                    |
| 33                       | Luis-Joe Lührs           | R                        | 44                  | José Herrada           | 58°                 | 53                     | Esteban Chaves           | 12°                    |
| 34                       | Anton Palzer             | R                        | 45                  | Ion Izagirre           | 1°                  | 54                     | Odd Christian Eiking     | 24°                    |
| 35                       | Ide Schelling            | R                        | 46                  | Victor Lafay           | 40°                 | 55                     | Merhawi Kudus            | 54°                    |
| 36                       | Sergio Higuita           | 2°                       | 47                  | Jonathan Lastra        | 21°                 | 56                     | Georg Steinhauser        | 68°                    |
| 37                       | Giovanni Aleotti         | 63°                      |                     |                        |                     | 57                     | Richard Carapaz          | 11°                    |
| Movistar Team            | Movistar Team            | Movistar Team            | Team Jayco AlUla    | Team Jayco AlUla       | Team Jayco AlUla    | Lidl-Trek              | Lidl-Trek                | Lidl-Trek              |
| N°                       | Ciclista                 | Clas.                    | N°                  | Ciclista               | Clas.               | N°                     | Ciclista                 | Clas.                  |
| 61                       | Alex Aranburu            | 6°                       | 71                  | Jan Maas               | 45°                 | 81                     | Jon Aberasturi           | R                      |
| 62                       | Gorka Izagirre           | 28°                      | 73                  | Tsgabu Grmay           | 34°                 | 83                     | Marc Brustenga           | 99°                    |
| 63                       | Nelson Oliveira          | 32°                      | 75                  | Chris Harper           | 25°                 | 84                     | Juan Pedro López         | 42°                    |
| 64                       | Ruben Guerreiro          | 13°                      | 76                  | Rudy Porter            | 70°                 | 85                     | Mattias Skjelmose        | 3°                     |
| 65                       | Jorge Arcas              | 66°                      | 77                  | Matteo Sobrero         | 55°                 | 86                     | Amanuel Gebreigzabhier   | R                      |
| 66                       | Sergio Samitier          | 92°                      |                     |                        |                     | 87                     | Natnael Tesfatsion       | 33°                    |
| 67                       | Gonzalo Serrano          | 27°                      |                     |                        |                     |                        |                          |                        |
| UAE Team Emirates        | UAE Team Emirates        | UAE Team Emirates        | Burgos-BH           | Burgos-BH              | Burgos-BH           | Caja Rural-Seguros RGA | Caja Rural-Seguros RGA   | Caja Rural-Seguros RGA |
| N°                       | Ciclista                 | Clas.                    | N°                  | Ciclista               | Clas.               | N°                     | Ciclista                 | Clas.                  |
| 91                       | Marc Soler               | 20°                      | 101                 | Ander Okamika          | 90°                 | 111                    | Jefferson Alveiro Cepeda | 15°                    |
| 92                       | Finn Fisher-Black        | 74°                      | 102                 | Jetse Bol              | 52°                 | 112                    | Orluis Aular             | 39°                    |
| 93                       | Davide Formolo           | 62°                      | 103                 | Eric Fagúndez          | 65°                 | 113                    | Eduard Prades            | 50°                    |
| 94                       | Felix Großschartner      | 67°                      | 104                 | José Manuel Díaz       | 17°                 | 114                    | Julen Amezqueta          | 61°                    |
| 95                       | Ivo Oliveira             | R                        | 105                 | Jesús Ezquerra         | 48°                 | 115                    | Fernando Barceló         | 93°                    |
| 96                       | Marc Hirschi             | 35°                      | 106                 | Alejandro Franco       | R                   | 116                    | Jon Barrenetxea          | 43°                    |
| 97                       | Diego Ulissi             | 14°                      | 107                 | Ángel Madrazo          | R                   | 117                    | Josu Etxeberria          | 96°                    |
| Eolo-Kometa Cycling Team | Eolo-Kometa Cycling Team | Eolo-Kometa Cycling Team | Equipo Kern Pharma  | Equipo Kern Pharma     | Equipo Kern Pharma  | Euskaltel-Euskadi      | Euskaltel-Euskadi        | Euskaltel-Euskadi      |
| N°                       | Ciclista                 | Clas.                    | N°                  | Ciclista               | Clas.               | N°                     | Ciclista                 | Clas.                  |
| 121                      | Fernando Tercero         | R                        | 131                 | Roger Adrià            | 5°                  | 141                    | Unai Iribar              | 77°                    |
| 122                      | Davide Piganzoli         | R                        | 132                 | Igor Arrieta           | 19°                 | 142                    | Joan Bou                 | 56°                    |
| 123                      | Javier Serrano           | 102°                     | 133                 | Urko Berrade           | 100°                | 143                    | Asier Etxeberria         | 82°                    |
| 124                      | Álex Martín              | 97°                      | 134                 | Pablo Castrillo        | 78°                 | 144                    | Mikel Bizkarra           | 76°                    |
| 125                      | David Martín             | R                        | 135                 | Raúl García Pierna     | 53°                 | 145                    | Gotzon Martín            | 26°                    |
| 126                      | Andrea Garosio           | 87°                      | 136                 | Pau Miquel             | 94°                 | 146                    | Ibai Azurmendi           | 36°                    |
| 127                      | Alessandro Fancellu      | R                        | 137                 | Iván Cobo              | 104°                | 147                    | Mikel Iturria            | 75°                    |
| Human Powered Health     | Human Powered Health     | Human Powered Health     | Israel-Premier Tech | Israel-Premier Tech    | Israel-Premier Tech | Lotto Dstny            | Lotto Dstny              | Lotto Dstny            |
| N°                       | Ciclista                 | Clas.                    | N°                  | Ciclista               | Clas.               | N°                     | Ciclista                 | Clas.                  |
| 151                      | Kristian Aasvold         | 79°                      | 161                 | Daryl Impey            | R                   | 171                    | Johannes Adamietz        | R                      |
| 152                      | Charles-Étienne Chrétien | R                        | 162                 | Ben Hermans            | R                   | 172                    | Cédric Van Raemdonck     | 84°                    |
| 153                      | Paul Double              | R                        | 163                 | Nick Schultz           | 41°                 | 173                    | Jarrad Drizners          | 81°                    |
| 154                      | Chad Haga                | 85°                      | 164                 | Omer Goldstein         | 49°                 | 174                    | Andreas Kron             | 4°                     |
| 155                      | Bart Lemmen              | R                        | 165                 | Alastair MacKellar     | 91°                 | 176                    | Eduardo Sepúlveda        | 47°                    |
| 156                      | Sebastian Schönberger    | 44°                      | 166                 | Nadav Raisberg         | 101°                | 177                    | Harry Sweeny             | 31°                    |
| 157                      | Embret Svestad-Bårdseng  | 89°                      | 167                 | Corbin Strong          | 7°                  |                        |                          |                        |
| Team Novo Nordisk        | Team Novo Nordisk        | Team Novo Nordisk        | TotalEnergies       | TotalEnergies          | TotalEnergies       | Electro Hiper Europa   | Electro Hiper Europa     | Electro Hiper Europa   |
| N°                       | Ciclista                 | Clas.                    | N°                  | Ciclista               | Clas.               | N°                     | Ciclista                 | Clas.                  |
| 181                      | David Lozano             | R                        | 191                 | Mathieu Burgaudeau     | 69°                 | 201                    | Victor Martinez          | 80°                    |
| 182                      | Hamish Beadle            | R                        | 192                 | Jérémy Cabot           | R                   | 202                    | Mateu Estelrich          | 95°                    |
| 183                      | Sam Brand                | R                        | 193                 | Steff Cras             | 18°                 | 203                    | Jose Luis Faura          | R                      |
| 184                      | Matyáš Kopecký           | 98°                      | 194                 | Víctor de la Parte     | 29°                 | 204                    | José María Martín        | R                      |
| 185                      | Joonas Henttala          | R                        | 195                 | Alan Jousseaume        | 37°                 | 205                    | Xavier Cañellas          | 103°                   |
| 186                      | Stephen Clancy           | R                        | 196                 | Pierre Latour          | R                   | 206                    | Alejandro Ropero         | 86°                    |
|                          |                          |                          | 197                 | Alexis Vuillermoz      | 46°                 | 207                    | Alex Molenaar            | R                      |